# Zdalnie Sterowane Moduły Uzbrojenia
Zdalnie Sterowane Moduły Uzbrojenia – produkowane przez Zakłady Mechaniczne „Tarnów” przeznaczone do montażu na różnych typach pojazdów, takich jak: kołowe transportery opancerzone, samochody terenowo - osobowe, specjalistyczne pojazdy kołowe i gąsienicowe, a także obiekty stacjonarne i jednostki pływające.

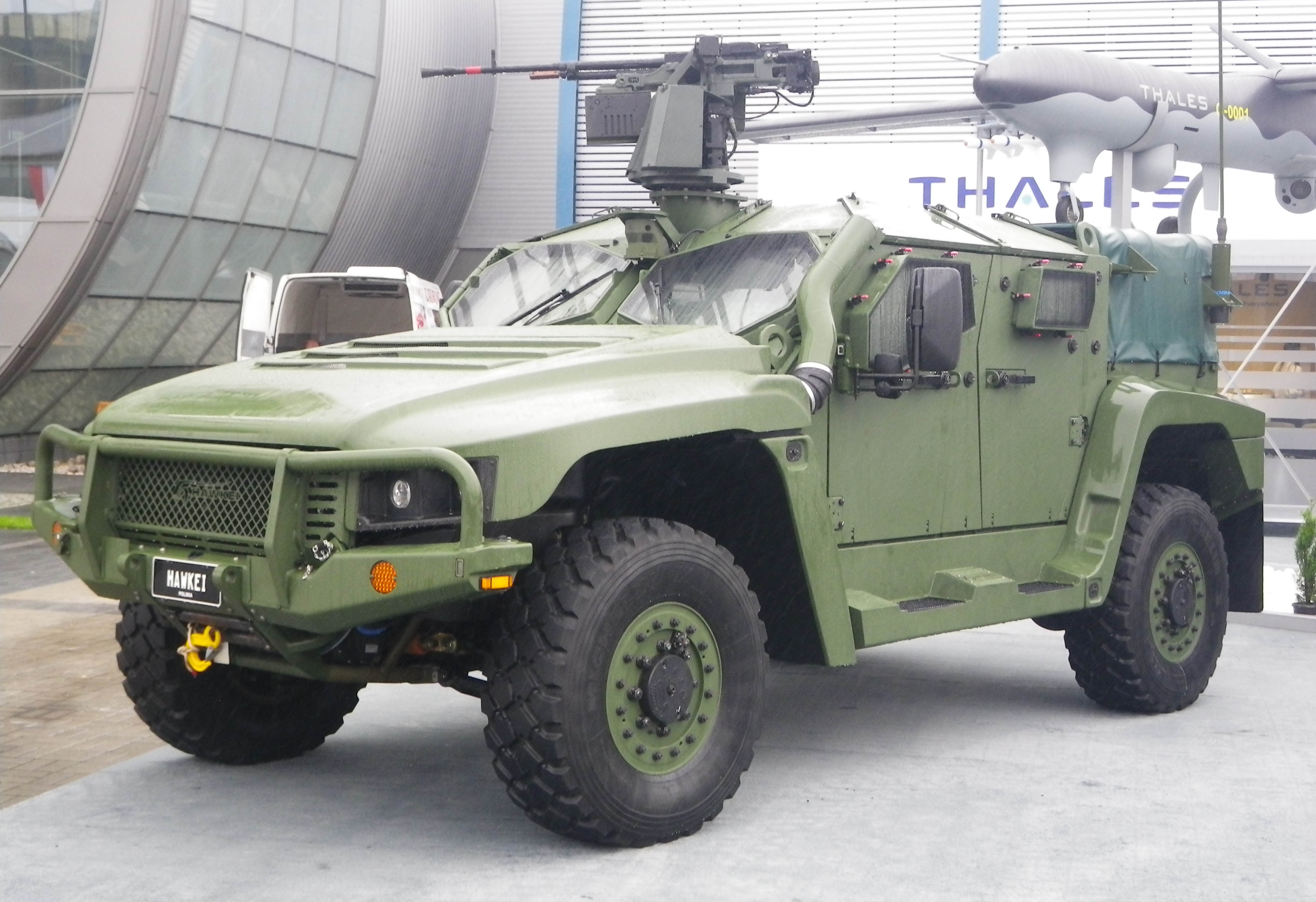
Pojazd Hawkei z modułem uzbrojenia ZSMU 1276 A3B

## Konstrukcja
Moduł ZSMU 1276 A3. Uzbrojony w karabin maszynowy UKM 2000C kalibru 7,62 mm. Posiada kamerę dzienną i termowizyjną oraz dalmierz laserowy. Jest skuteczny w zwalczaniu celów nieruchomych i poruszających się z różną prędkością, w tym lekko opancerzonych pojazdów, nisko lecących celów powietrznych, a także siły żywej i sprzętu technicznego. System jest montowany m.in. na Wozie Rozpoznania Technicznego „Rosomak WRT”. 
Moduł ZSMU 1276 A3B. Wyposażony w karabin maszynowy kalibru 12,7 mm WKM-Bm. System posiada stabilizację uzbrojenia i kamery, oraz optyczne śledzenie celów-wideotracker, co pozwala na precyzyjne niszczenie siły żywej, sprzętu technicznego, lekko opancerzonych pojazdów terenowych oraz celów nieruchomych i celów powietrznych. Dzięki żyroskopowej stabilizacji celowania umożliwia skuteczne prowadzenie ognia podczas ruchu pojazdu również w trudnych warunkach terenowych. Jest montowany m.in. na Artyleryjskim kołowym wozie rozpoznawczym.

### Charakterystyka[3]
| Dane Techniczne                    | ZSMU A3                                        | ZSMU A3B                                                                                  |
| Uzbrojenie podstawowe              | UKM 2000C kal. 7,62 mm                         | WKM-Bm kaliber 12,7 mm                                                                    |
| Ciężar                             | 165 kg ±5%                                     | 190 kg ±5%                                                                                |
| Obsługa                            | 1 osoba                                        | 1 osoba                                                                                   |
| Przeładowanie                      | Podstawowe elektryczne, awaryjne – ręczne      | Podstawowe elektryczne, awaryjne – ręczne                                                 |
| Tryb/cykl pracy                    | za pomocą pulpitu sterującego operatora,       | za pomocą pulpitu sterującego operatora,                                                  |
| Tryb/cykl pracy                    | awaryjne (ręczne)                              | awaryjne (manualne),                                                                      |
| Tryb/cykl pracy                    | dodatkowy panel sterowania z ruchomego stojaka |                                                                                           |
| Zakres kąta elewacji (wzniesienie) | od –5 ̊ do +50 ̊                                 | od –5 ̊ do +50 ̊                                                                            |
| Kąt azymutu (obrót)                | n x 360 ̊                                       | n x 360 ̊                                                                                  |
| Głowica optoelektroniczna          | kamera dzienna,                                | kamera dzienna,                                                                           |
| Głowica optoelektroniczna          | termowizja,                                    | termowizja,                                                                               |
| Głowica optoelektroniczna          | dalmierz laserowy (5 km)                       | dalmierz laserowy (5 km)                                                                  |
| Dodatkowe funkcje                  | balistyka dostosowana do UKM 2000C             | – stabilizator żyroskopowy do uzbrojenia i kamer                                          |
| Dodatkowe funkcje                  | balistyka dostosowana do UKM 2000C             | video-tracker, wizualne śledzenie celu,                                                   |
| Dodatkowe funkcje                  | balistyka dostosowana do UKM 2000C             | kompleksowa balistyka do śledzenia celów w ruchu dla karabinów: UKM 2000C i WKM-Bm 12,7mm |

Moduł ZSMU A5  posiada karabin maszynowy kalibru 12,7 mm WKM-Bm, (lub 40 mm granatnik automatyczny), oraz sprzężony karabin maszynowy 7,62 mm UKM 2000C. Jest zdalnie sterowanym modułem uzbrojenia, który zapewnia załogom pojazdów możliwość obserwacji okrężnej jak i skutecznej obrony przed bezpośrednim atakiem, w każdych warunkach terenowych, niezależnie od pory doby, roku i warunków atmosferycznych. Wyposażony w moduł stabilizacji uzbrojenia i kamer pozwalający prowadzić ogień nawet przy prędkościach pojazdu do 60 km/h po drogach gruntowych. Układ automatycznego śledzenia celów, z łatwością śledzi nawet małe obiekty latające. System kierowania ogniem umożliwia prowadzenie skutecznego ognia do celów ruchomych, w tym do powietrznych klasy mikro. Moduł wyposażono w kamerę dzienną i termalną oraz dalmierz laserowy, może być integrowany z innymi systemami pojazdu w tym stacją meteo, lub systemem wykrywania opromieniowania laserowego Obra-3. W przypadku awarii lub zaniku zasilania moduł przystosowany jest do sterowania ręcznego.

### Charakterystyka
- obsługa 1 osoba,
- masa 303 kg,
- przeładowanie podstawowe: elektryczne,
- tryby pracy awaryjne: ręcznie - podstawowy z wykorzystaniem pulpitu sterowania, awaryjny z ręcznym bezpośrednim obsługiwaniem uzbrojenia,
- zakres kąta elewacji (podniesienia) od -15˚ do +70˚,
- zakres kąta azymutu n x 360[4].